# Московский международный кинофестиваль 2020
XLII Московский международный кинофестиваль прошёл в Москве с 1 по 8 октября 2020 года. Время проведения фестиваля было изменено из-за ограничений на массовые мероприятия, которые действуют в Москве в связи с пандемией коронавируса.

## Жюри
В жюри основного конкурса вошло пять человек :
- Тимур Бекмамбетов, режиссёр — председатель жюри
- Александр Йордаческу, режиссёр
- Брайан Вайнер[англ.], кинокритик
- Махмуд Солиман, писатель, журналист, режиссёр, продюсер
- Марина Александрова, актриса

## Основная программа
- «Бесплодная невеста» (Jadab Mahanta, Индия)
- «Блокадный дневник» (Андрей Зайцев, Россия)
- «В тени» (Эрдем Тепегоз, Турция)
- «Гипноз» (Валерий Тодоровский, Россия)
- «Дочь рыбака» (Измаил Сафарали, Азербайджан, Россия)
- «Как сыр в масле» (Гур Бентвич, Израиль)
- «Мелодия струнного дерева» (Ирина Евтеева, Россия)
- «На дальних рубежах» (Максим Дашкин, Россия)
- «Предвы́борная кампания» (Мариан Кришан, Румыния)
- «Распоряжение» (Лазаро Рамос, Бразилия)
- «Растворяться» (Ким Ки Дук, Южная Корея)
- «Хильда» (Риши Пелхэм, Великобритания)

## Фильм открытия
- «Серебряные коньки» (Михаил Локшин, Россия)

## Фильм закрытия
- «На острие» (Эдуард Бордуков, Россия)

## Награды фестиваля[1]
- Главный приз «Золотой Георгий»: Блокадный дневник, реж. Андрей Зайцев
- Специальный приз жюри «Серебряный Георгий»: В тени, реж. Эрдем Тепегоз
- Приз «Серебряный Георгий» за лучшую режиссёрскую работу: Риши Пелхэм, Хильда
- Приз «Серебряный Георгий» за лучшее исполнение мужской роли: Гур Бентвич, Как сыр в масле
- Приз «Серебряный Георгий» за лучшее исполнение женской роли: Меган Первис, Хильда
- Специальный приз «Верю. Константин Станиславский» : Светлана Крючкова